# Agar CLED

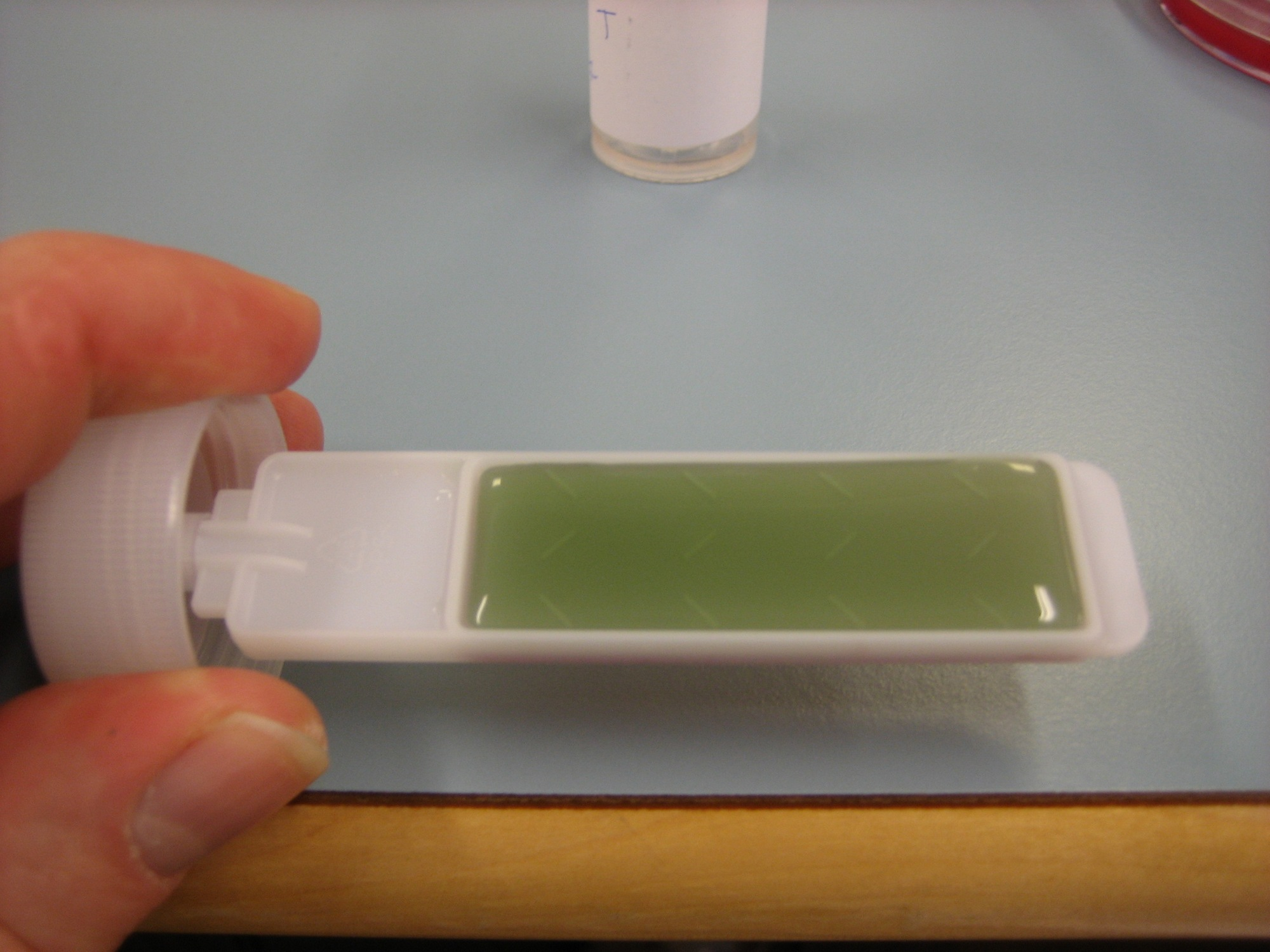
agar CLED después de su preparación

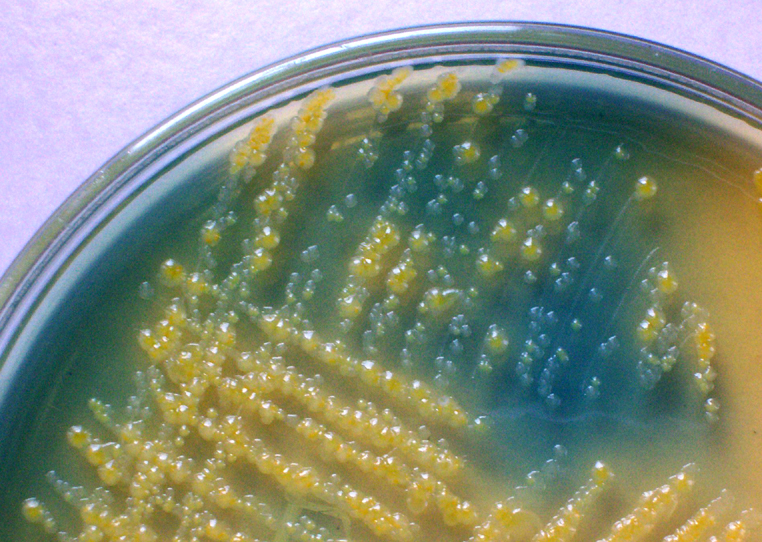
Colonias lactosa fermentadoras (amarillas) y NO fermentadoras (azul)

El Agar cistina-lactosa deficiente en electrólitos o CLED (Cysteine lactose electrolyte deficient) es un medio de cultivo no inhibitorio usado en el aislamiento y diferenciación de organismos urinarios.
Al ser deficiente en electrólitos, previene del crecimiento exagerado de las especies de Proteus. La cistina promueve la formación de colonias enanas dependientes de cistina. Los fermentadores de lactosa producen colonias amarillas en el agar de CLED; las NO fermentadoras de lactosa dan colonias azules. Tiene un pH aproximado de 7.3.
El agar CLED o agar Brolacin tiene la característica de ser semitransparente y por la acción del azul de bromofenol las colonias de bacterias fermentadoras de lactosa se tiñen de color amarillo mientras que las no fermentadoras se tiñen de azul.

## Contenido
El agar de CLED  contiene:
| Peptona            | 4g/l     |
| Polvo "Lab Lemco"  | 3g/l     |
| Triptona           | 4g/l     |
| Lactosa            | 10g/l    |
| L-Cistina          | 128 mg/l |
| Azul de bromotimol | 20 mg/l  |
| Agar No. 1         | 15g/l    |